# Proletariat (entreprise)
Proletariat, Inc. (aussi connu sous le nom Blizzard Boston) est un studio de développement de jeux vidéo américain basé à Boston, Massachusetts. Fondé par Seth Sivak et d'anciens vétérans de l'industrie Zynga en 2012. La société a été acquise par Blizzard Entertainment en 2022. Proletariat, Inc. a développé plusieurs jeux indépendants et a lancé son jeu le plus connu, Spellbreak en septembre 2020.

## Histoire
Après que Zynga ait fermé son studio de Boston en octobre 2012, Seth Sivak et quatre autres anciens développeurs de Boston Zynga ont formé un nouveau studio indépendant, Proletariat Inc.
Le premier jeu de la société était World Zombination, un jeu mobile de stratégie en temps réel basé sur une horde. Le studio a levé 6 millions de dollars auprès d'investisseurs en capital-risque pour terminer le jeu. Le développement du jeu a commencé en avril 2013. Le jeu est finalement sorti en février 2015 pour Android et iOS.
En 2019, Proletariat Inc. a annoncé la réalisation d'un financement de la série C de 20 millions de dollars auprès d'investisseurs tels que Spark Capital, FirstMark Capital et Take-Two Interactive pour développer et élargir son équipe de développement.  
Proletariat est passé des jeux mobiles aux titres PC avec le jeu d'arène rapide Streamline, une intégration complète de la diffusion en direct a permis aux téléspectateurs d'interagir avec le joueur et de contrôler ce qui est affiché à l'écran sur Twitch, le jeu a été publié par Proletariat en 2016. La société a ensuite développé Spellbreak, un jeu de magie et d'action multijoueur gratuit sorti sur Microsoft Windows, PlayStation 4, Xbox One et Nintendo Switch en 2020.
En juin 2022, Proletariat, Inc. a annoncé que la société mettrait fin au développement de Spellbreak et fermerait les serveurs de jeu en 2023. En juillet 2022, Blizzard Entertainment a annoncé avoir conclu un accord pour acquérir Proletariat, Inc., le studio sera chargé de travailler sur World of Warcraft, en commençant par la neuvième extension à venir, Dragonflight.

## Jeux développés
| Année | Titre du jeu                    |
| ----- | ------------------------------- |
| 2015  | World Zombination               |
| 2016  | Streamline                      |
| 2017  | StreamLegends                   |
| 2020  | Spellbreak                      |
| 2022  | World of Warcraft: Dragonflight |